# Оленовка (Винницкий район)
Оле́новка (укр. Оленівка) — село в Винницком районе Винницкой области Украины.
Код КОАТУУ — 0520684603. Население по переписи 2001 года составляет 685 человек. Почтовый индекс — 23244. Телефонный код — 432. Занимает площадь 1,652 км².
В селе действует храм Иерусалимской иконы Божией Матери Винницкого районного благочиния Винницкой епархии Украинской православной церкви.

## Адрес местного совета
23246, Винницкая область, Винницкий р-н, с.Оленовка, ул.Ленина, 73, тел. 58-87-31